# Wayning Moments
Wayning Moments – trzeci album studyjny amerykańskiego saksofonisty jazzowego Wayne’a Shortera, wydany po raz pierwszy w 1962 roku z numerem katalogowym SR 3029 nakładem Vee-Jay Records.

## Lista utworów
Opracowano na podstawie materiału źródłowego.
Wydanie LP
Strona A
| Nr | Tytuł utworu        | Muzyka                           | Długość |
| -- | ------------------- | -------------------------------- | ------- |
| 1. | „Black Orpheus”     | Luiz Bonfá, Antônio Carlos Jobim | 4:35    |
| 2. | „Devil’s Island”    | Wayne Shorter                    | 3:56    |
| 3. | „Moon of Manakoora” | Frank Loesser, Alfred Newman     | 3:43    |
| 4. | „Dead End”          | Shorter                          | 4:34    |
|    |                     |                                  | 16:48   |

Strona B
| Nr | Tytuł utworu               | Muzyka                       | Długość |
| -- | -------------------------- | ---------------------------- | ------- |
| 1. | „Wayning Moments”          | Eddie Higgins                | 4:21    |
| 2. | „Powder Keg”               | Shorter                      | 3:13    |
| 3. | „All or Nothing at All”    | Arthur Altman, Jack Lawrence | 2:58    |
| 4. | „Callaway Went That-A-Way” | Shorter                      | 4:51    |
|    |                            |                              | 15:23   |

Utwory dodatkowe na CD
| Nr | Tytuł utworu                                | Muzyka          | Długość |
| -- | ------------------------------------------- | --------------- | ------- |
| 1. | „Black Orpheus (alternate take)”            | Bonfá, Jobim    | 4:40    |
| 2. | „Devil’s Island (alternate take)”           | Shorter         | 3:58    |
| 3. | „Moon of Manakoora (alternate take)”        | Loesser, Newman | 4:47    |
| 4. | „Dead End (alternate take)”                 | Shorter         | 5:10    |
| 5. | „Wayning Moments (alternate take)”          | Higgins         | 4:21    |
| 6. | „Powder Keg (alternate take)”               | Shorter         | 3:38    |
| 7. | „Callaway Went That-A-Way (alternate take)” | Shorter         | 3:56    |
|    |                                             |                 | 30:30   |

## Twórcy
Opracowano na podstawie materiału źródłowego.
Muzycy:
- Wayne Shorter – saksofon tenorowy
- Freddie Hubbard – trąbka
- Eddie Higgins – fortepian
- Jymie Merritt – kontrabas
- Marshall Thompson – perkusja

Produkcja:
- Sid McCoy – inżynieria dźwięku
- Chuck Stewart – fotografia na okładce
- Don Gold – liner notes